# Sânon
Pour la commune du Burkina Faso, voir Sanon.
Le Sânon est une rivière française du Grand Est, qui coule dans les départements de Meurthe-et-Moselle et de la Moselle. C'est un affluent de la Meurthe, donc un sous-affluent de la Moselle. Le Sânon est référencé par le SANDRE avec le code 02071050.

## Étymologie
Le mot Sânon (Fluvius Cernuni en 699) dériverait de Cernunnos, dieu gaulois de l'abondance représenté avec une ramure de cerf. C'est l'explication la plus courante mais on note que Saulnois, pays où le Sânon prend sa source, se dit Sänös  en lorrain-roman.

## Géographie
Le Sânon prend naissance près d'Avricourt, dans le département de la Moselle. Il rejoint la Meurthe en rive droite à Dombasle-sur-Meurthe après un parcours d'environ 50 km.
Ses eaux, comme celles de la Seille, ont une teneur en sel plus élevée que la normale.
Le Sânon arrose notamment Maizières-lès-Vic, Einville-au-Jard, Maixe et Crévic. Sa vallée est empruntée par le canal de la Marne au Rhin. Les débits du Sânon sont entièrement influencés par les rejets et les fuites du canal qui le borde.

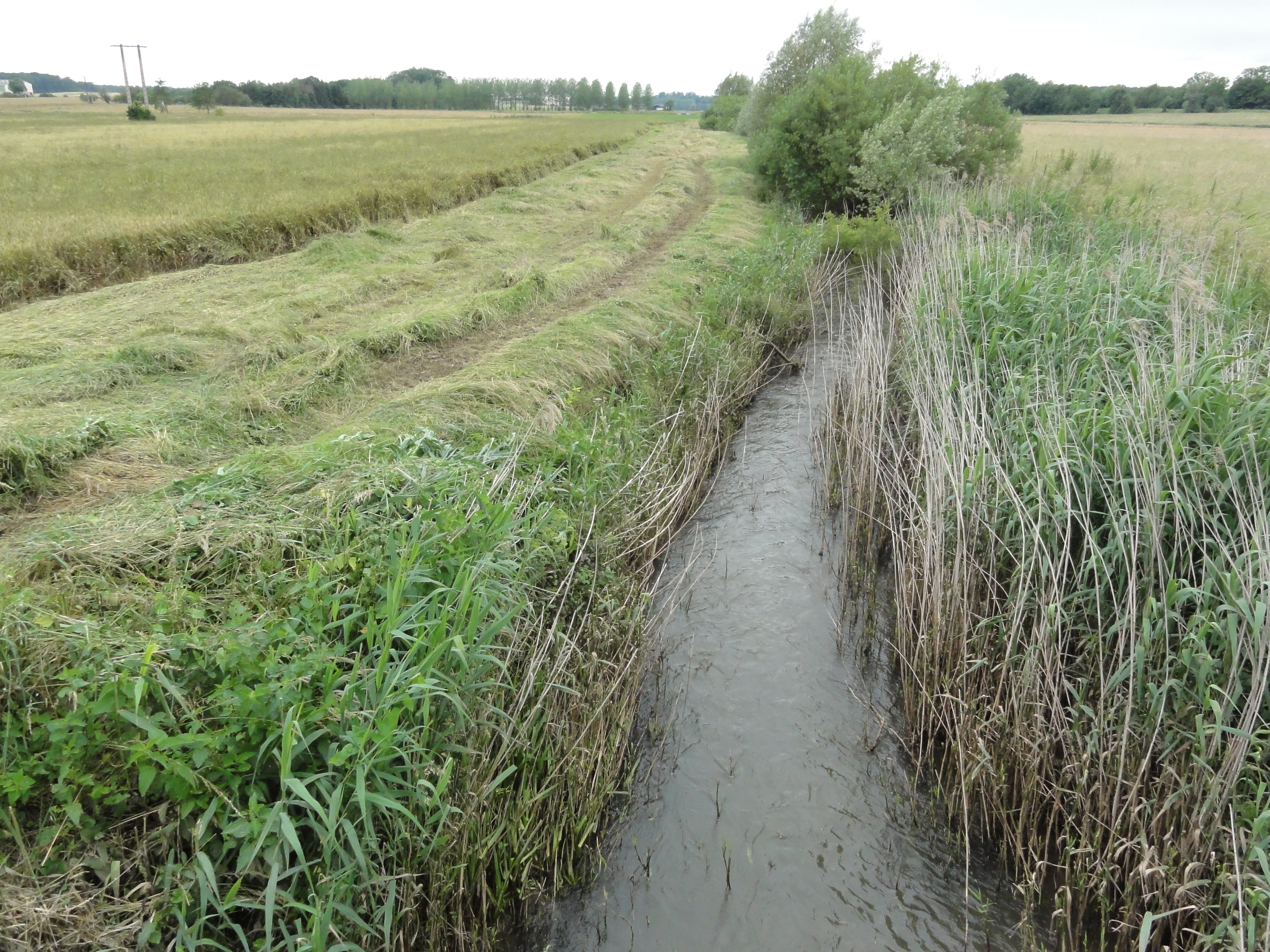
Le Sânon à Moussey.
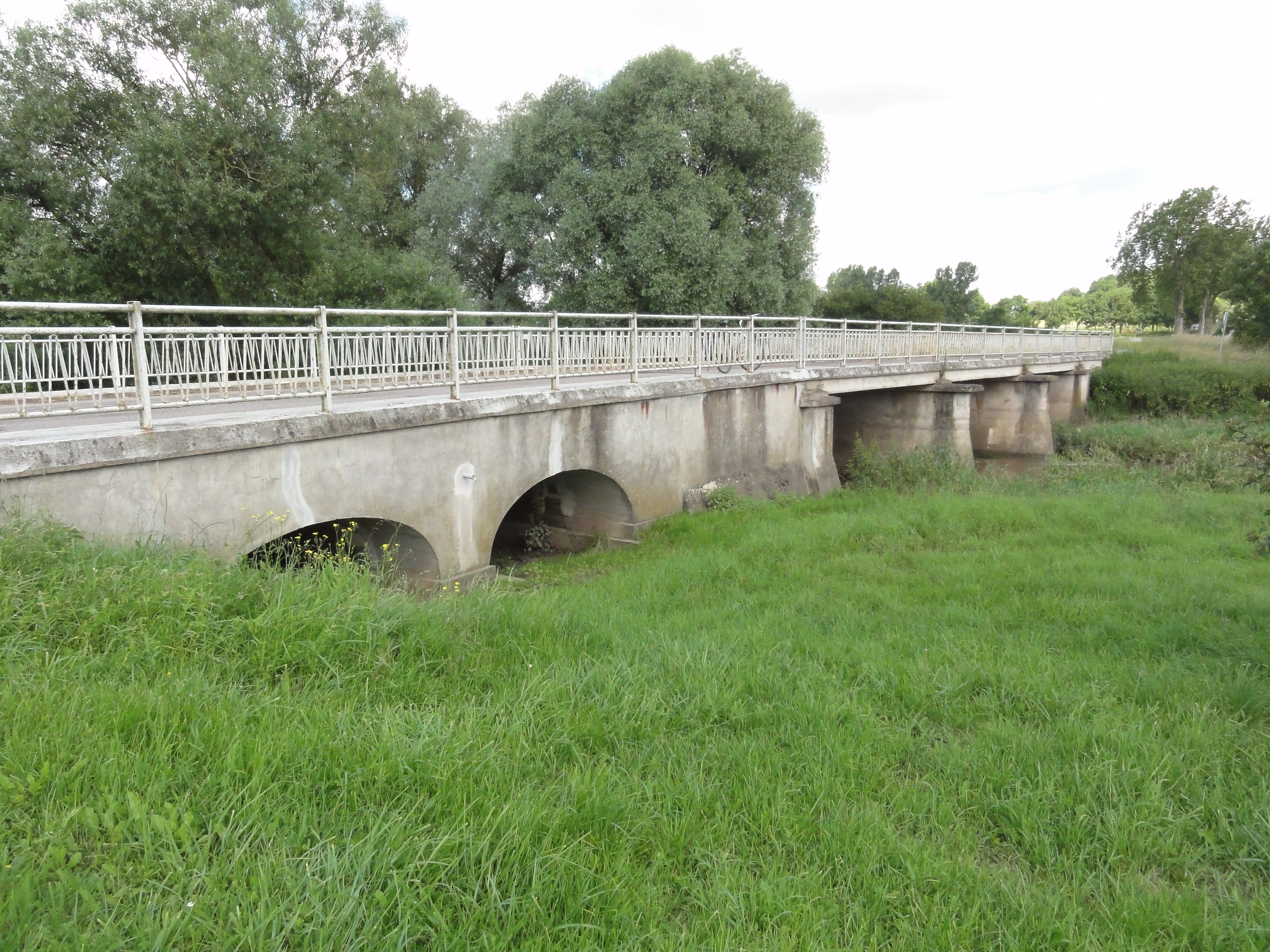
Le pont du Sânon à Hénaménil.
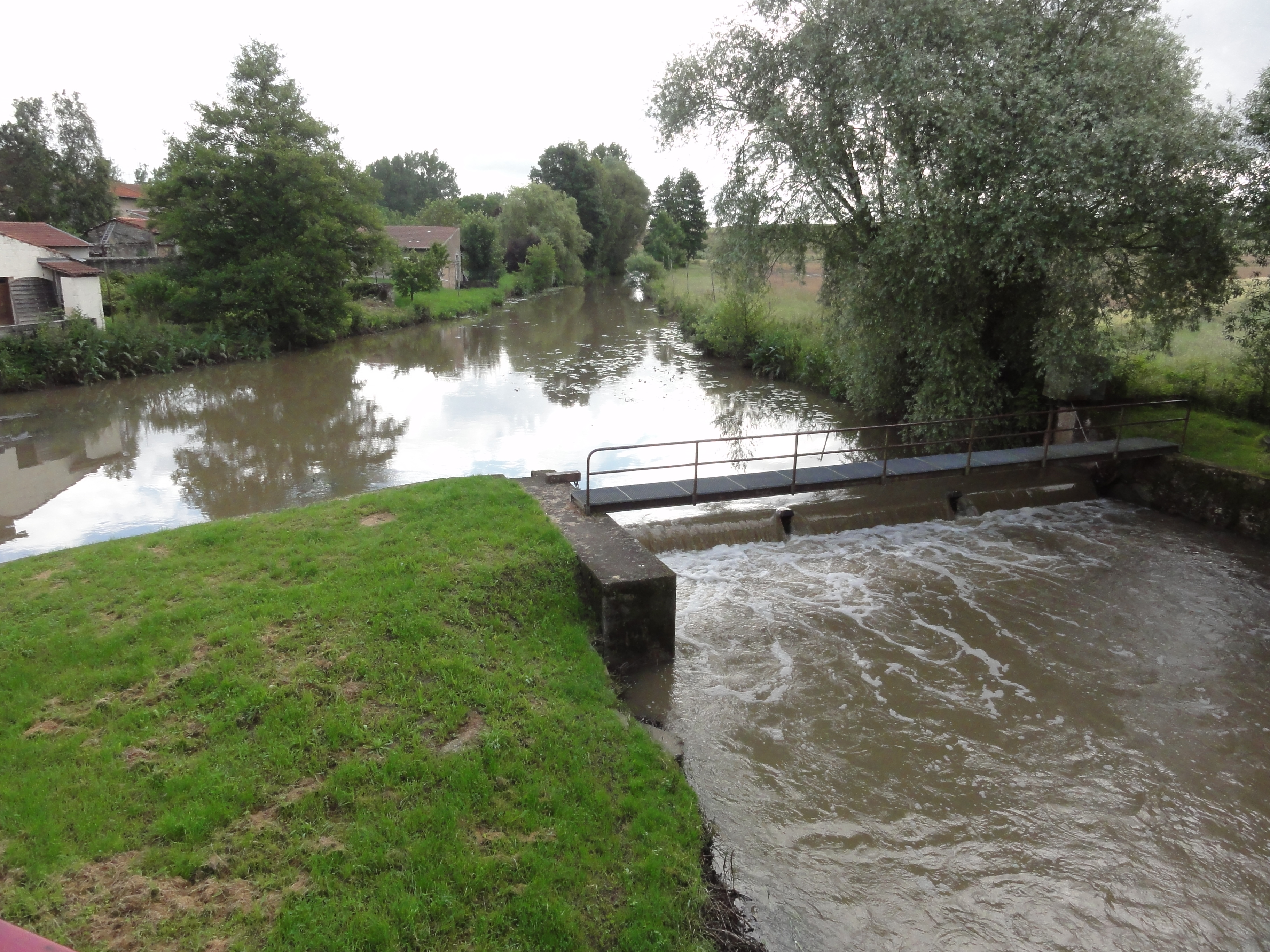
Le Sânon à Einville-au-Jard.
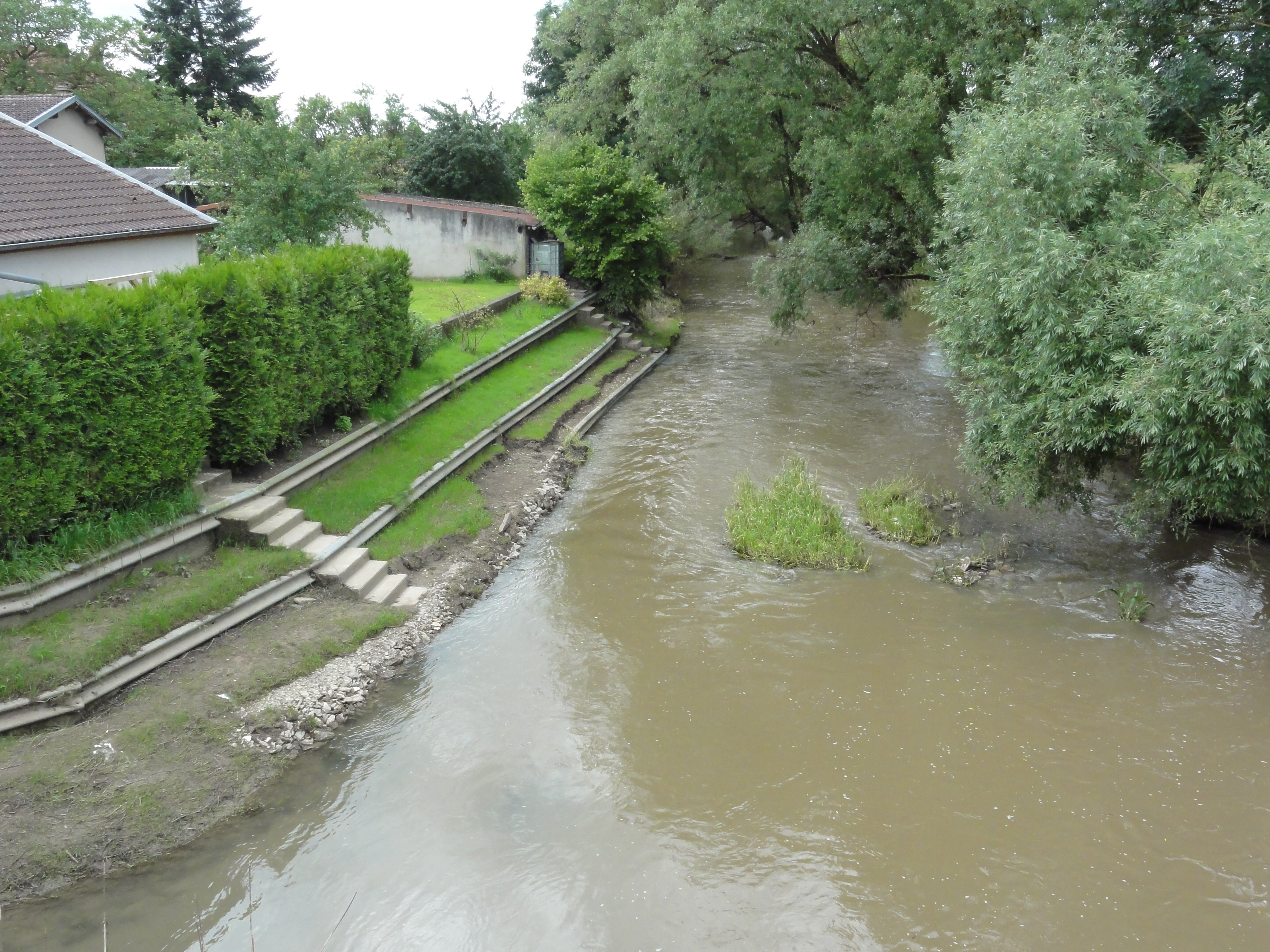
Le Sânon à Maixe

## Hydrologie
Le débit du Sânon a été observé pendant une période de 20 ans (1988-2007), à Dombasle-sur-Meurthe, localité du département de Meurthe-et-Moselle, située au niveau de son confluent avec la Meurthe. Le bassin versant de la rivière à cet endroit est de 284 km2 (sur les 291,6 de sa totalité).
Le module de la rivière à Dombasle-sur-Meurthe est de 3,10 m3/s.
Le Sânon présente des fluctuations saisonnières de débit modérées, avec des hautes eaux d'hiver portant le débit mensuel moyen à un niveau situé entre 5,23 et 5,35 m3/s, de décembre à mars inclus (maximum en janvier), et des basses eaux d'été de juin à septembre, avec une baisse du débit moyen mensuel allant jusqu'à 1,21 m3/s au mois d'août, ce qui est un débit d'étiage tout à fait acceptable.
Cependant, le VCN3 peut chuter jusque 0,420 m3/s, en cas de période quinquennale sèche, soit 420 litres par seconde, ce qui n'est pas du tout sévère.
D'autre part les crues peuvent être importantes, quoique nettement moindres que celles d'autres cours d'eau de Lorraine, comme l'Orne ou le Madon, et ce compte tenu de la surface de leurs bassins. Les QIX 2 et QIX 5 valent respectivement 33 et 47 m3/s. Le QIX 10 vaut 57 m3/s, tandis que le QIX 20 se monte à 66 m3/s. Quant au QIX 50, il n'a pas été calculé, faute de durée d'observation suffisante pour le faire valablement.
Le débit instantané maximal enregistré a été de 63,9 m3/s le 15 novembre 1991, tandis que la valeur journalière maximale était de 59,7 m3/s le même jour. En comparant le premier de ces chiffres aux valeurs des différents QIX de la rivière, il apparaît que cette crue était à peine d'ordre vicennal et donc nullement exceptionnelle. On peut considérer qu'elle est destinée à se répéter tous les 20 ans en moyenne.
La lame d'eau écoulée dans le bassin du Sânon est de 345 millimètres annuellement, ce qui est moyennement abondant en Lorraine, quelque peu supérieur à la moyenne d'ensemble de la France (320 millimètres), mais inférieur à l'ensemble du bassin français de la Moselle (445 millimètres à Hauconcourt en aval de Metz). Le débit spécifique (ou Qsp) se monte dès lors à 10,9 litres par seconde et par kilomètre carré de bassin.